# Sony Ericsson Z770i
Sony Ericsson Z770i är en 3G-mobiltelefon, med 2 megapixlar kamera. Den har video, musik, spel och en kamera.